# Hůrka (Kladská kotlina)
Hůrka je vrchol v Kladské kotlině, jejímž je nejvyšším vrcholem ležícím na území České republiky.

## Poloha
Vrch Hůrka se nachází severozápadně nad obcí Červená Voda asi 4 km jihozápadně od města Králíky. Jeho svahy jsou mírné, převýšení vůči okolí málo výrazné, nejvíce pak na jihovýchodní straně. Na západní straně vrch přiléhá k západnímu svahu Bukovohorské hornatiny.

## Geomorfologické zařazení
Vrch Hůrka se nachází v geomorfologickém celku Kladská kotlina, podcelku Králická brázda a na rozhraní okrsků Štítská a Lichkovská brázda.

## Vodstvo
Vrch Hůrka se nachází na hlavním evropském rozvodí Severního a Černého moře. Severní svah je odvodňován levými přítoky Tiché Orlice, zejména Suchým potokem, jižní svahy pravými přítoky říčky Březné.

## Vegetace
Okolí vrcholu Hůrky je pokryto polem. Severozápadně od něj se nachází nevelký pás křovin.

## Stavby a komunikace
Přímo na vrcholu Hůrky se kromě polní meze nenachází žádná stavba ani komunikace. Jihozápadně od něj se nachází zástavba severozápadního okraje obce Červená Voda, kterou prochází silnice na Horní a Dolní Boříkovice. Dále vedou okolím vrcholu cesty spojující zástavbu obce s okolními poli.